# جماله
جماله (به عربی: جمالة) یک روستا در سوریه است که در ناحیه مرکزی سلمیه واقع شده‌است. جماله ۷۲۵ نفر جمعیت دارد.